# Фар-Рокавей — Мотт-авеню (линия Рокавей, Ай-эн-ди)
|  |
|  |
|  |
|  |

|  |
|  |
|  |
|  |

«Фар-Рокавей — Мотт-авеню» (англ. Far Rockaway–Mott Avenue) — станция Нью-Йоркского метрополитена, расположенная на линии Рокавей, Ай-эн-ди. Станция находится в Квинсе, в округе Фар-Рокавей (полуостров Рокавей), на пересечении Бич 22-й улицы и Мотт-авеню. На станции останавливается маршрут A (круглосуточно). Станция является южной конечной для него. Оба пути заканчиваются тупиками: поезд приходит на любой из путей и отправляется обратно. Станция является самой восточной в метрополитене.
Станция построена на эстакаде. Она представляет собой два пути и одну островную прямую платформу. С восточного конца платформы расположен единственный выход — на перекрёсток Бич 22-й улицы и Мотт-авеню. На станции имеется навес (на всём её протяжении) и скамейки. Раньше пути не заканчивались тупиками и шли дальше в составе пригородной железной дороги LIRR. Соединение было снесено в 1955 году.
Изначально станция была открыта компанией LIRR в составе железнодорожной ветки на Рокавей. Станция была наземной. Как и все станции на Рокавее, в 1941 году наземная станция была снесена и построен эстакадный аналог бывшей станции. Эстакадная станция проработала в составе LIRR 13 лет — 3 октября 1955 года всю линию приобрела компания МТА, управляющая метрополитеном. Линия была переоборудована для движения метропоездов. Эта станция стала раздельным пунктом между Нью-Йоркским метро и пригородной железной дорогой LIRR. Старая станция LIRR переоборудована для метро, поэтому пришлось строить новую станцию, которая будет терминальной для поездов LIRR. Эту станцию разместили в нескольких кварталах от старой — к Намеок-стрит. Это вызвало определённые задержки с открытием — обе станции открылись 16 января 1958 года, в то время как другие станции IND Rockaway Line были открыты 28 июня 1956 года. В эти 19 месяцев южной конечной A стала соседняя станция Бич 25-я улица.
Все станции метрополитена в целях безопасности были закрыты в ночь с 29 на 30 октября 2012 года из-за приближавшегося к Нью-Йорку урагана «Сэнди». Эта станция находится в районе, наиболее подвергшемся разрушению. После урагана пути и станция оказались в полуразрушенном состоянии. Вся линия Рокавей, Ай-эн-ди была закрыта. Станция была открыта спустя месяц в качестве конечной на участке до Бич 90-й улицы (через Хаммельский треугольник). Для объединения разорванной системы метрополитена, от этой станции был организован временный бесплатный автобусный маршрут до станции Хауард-Бич — Аэропорт имени Джона Кеннеди, откуда производилась пересадка на поезда маршрута A и AirTrain JFK. 30 мая 2013 года было восстановлено движение по стандартной схеме.

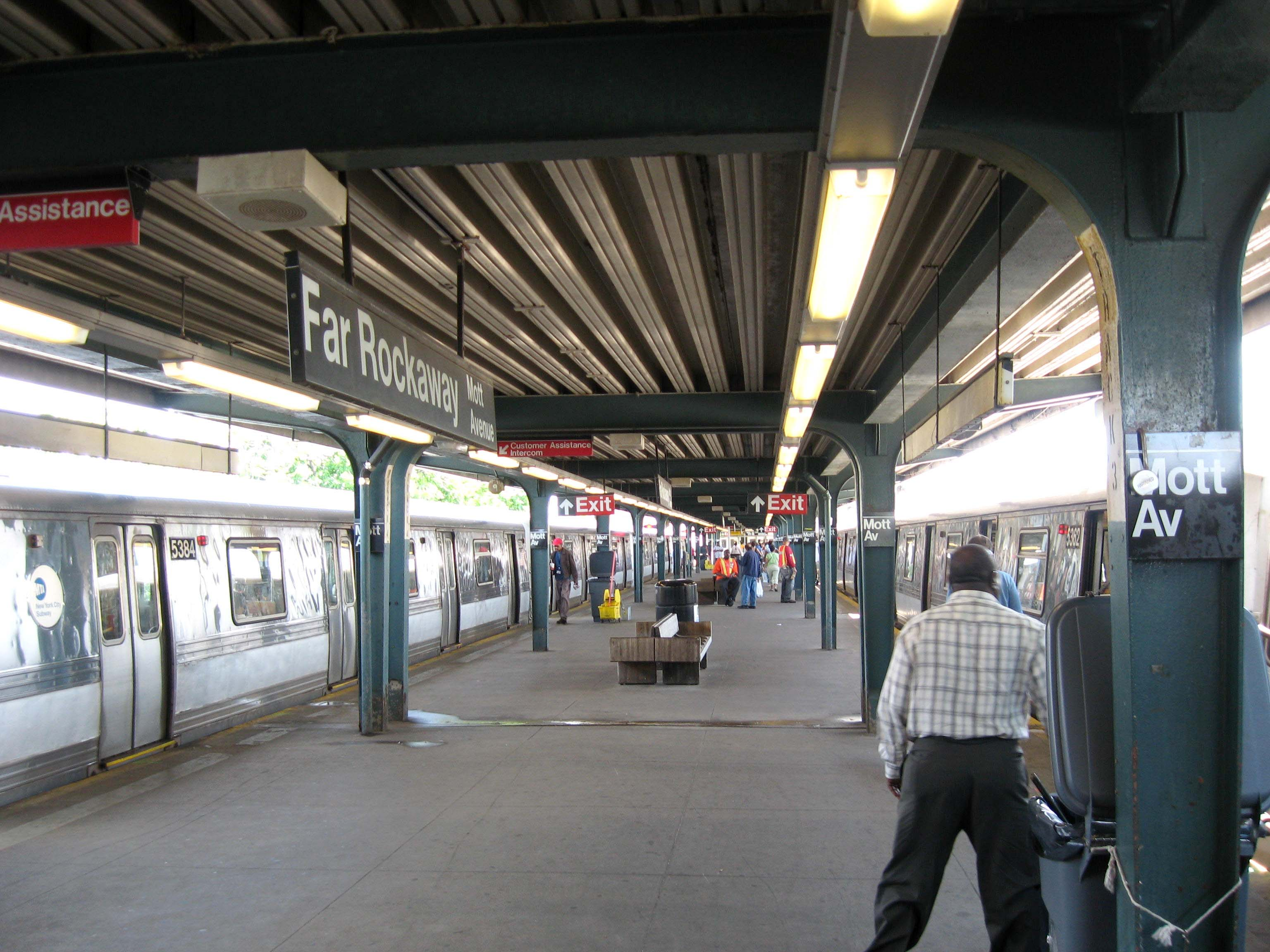
На платформе
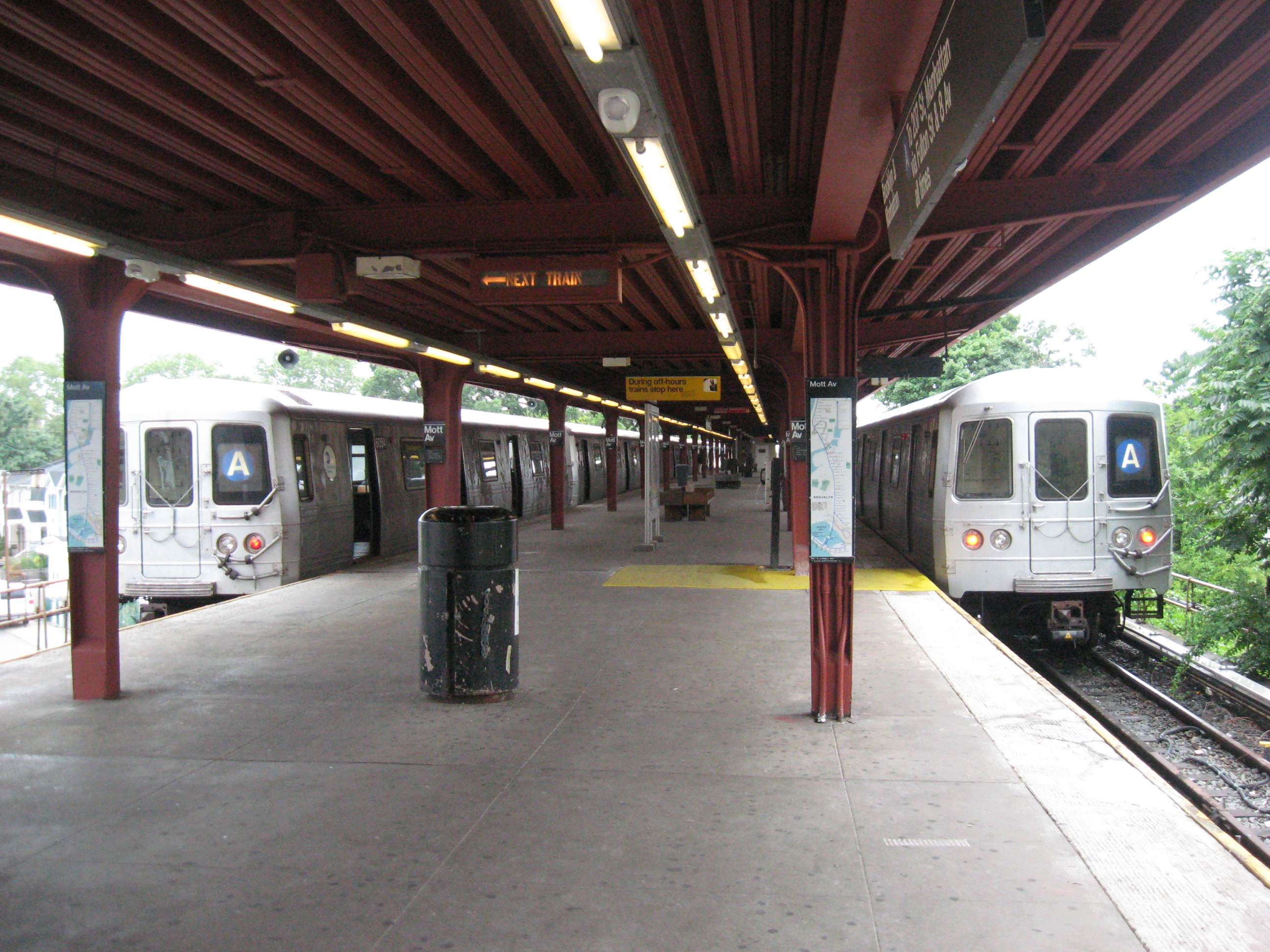
Поезда A
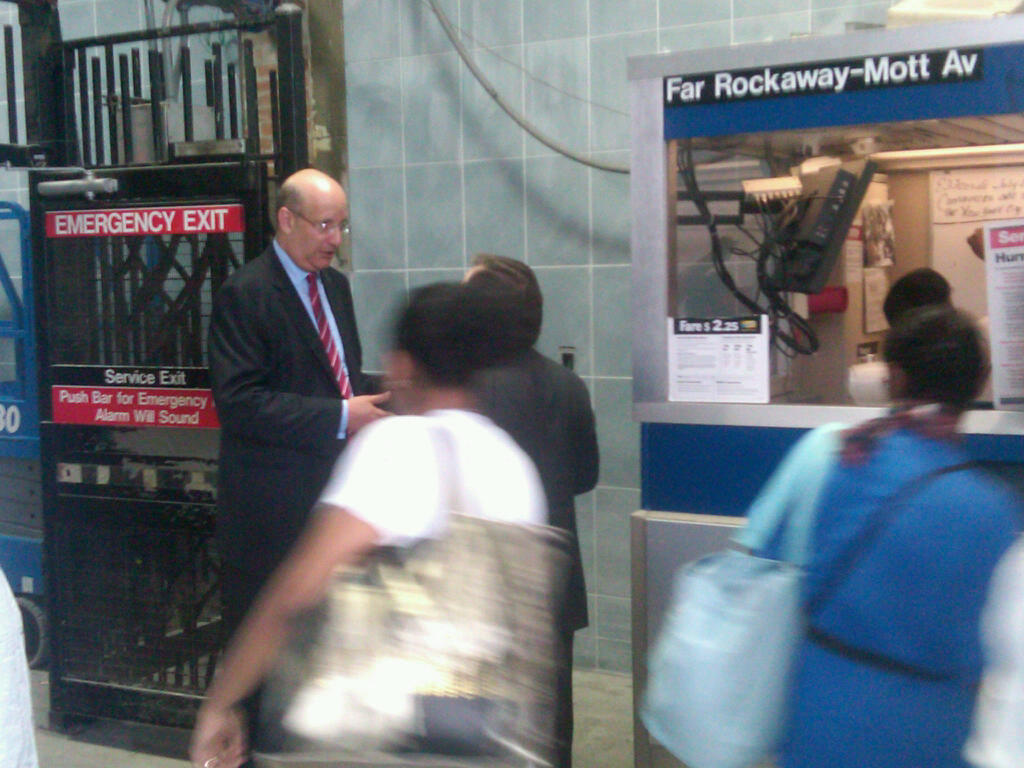